# Interlineare Morphemglossierung
Die Interlineare Morphemglossierung, kurz Interlinearglossierung, ist eine Methode der Sprachwissenschaft, bei der eine zumeist fremdsprachliche Äußerung Wort für Wort analysierend glossiert wird. Die analysierenden Glossen werden dabei in einer separaten Zeile, inter-linear zwischen den Zeilen mit den Wörtern der analysierten Sprache und der Übersetzung geschrieben. Im Unterschied zur einfacheren Interlinearübersetzung werden dabei in der Regel auch die einzelnen Wörter hinsichtlich ihres Morphem-Aufbaus analysiert.
Beispiel (deutsche gesprochene Sprache)
| (Analysierte Sprache:)          | diː                        | ˈtasǝ                      | ʃteːt                      | ˈa͜ufm̥                      | tɪʃ                        |
| (Engl. Interlinearglossierung:) | DEF.F.SG.NOM               | cup(F)[SG]                 | stand.upright:PRS:3SG      | vertical_on:DEF.M.SG.DAT   | table(M)[SG.DAT]           |
| (Engl. Übersetzung:)            | ‘The cup is on the table.’ | ‘The cup is on the table.’ | ‘The cup is on the table.’ | ‘The cup is on the table.’ | ‘The cup is on the table.’ |

## Glossierungsspezifische Transkriptionszeile
Bei schriftsprachlichen Äußerungen ist es fallweise nötig, eine weitere Zeile mit einer Glossierungstranskription einzuschieben.
Dies kann zum einen dann der Fall sein, wenn die zu analysierende Schriftsprache in einer nicht latein-basierten Schriftart geschrieben wurde. Mit Blick auf den fachfremden Leser ist es dann üblich, die Originalschriftzeile in eine latinisierte Transliteration oder Transkription umzusetzen.
Zum anderen kann der zu analysierende Text mit editionsphilologischen Markierungen versehen sein. Dann ist es fallweise nötig, diese Markierungen in der/einer separaten Glossierungstranskriptionszeile auszulassen bzw. umzusetzen, um Verwechslungen mit den gleich aussehenden Markierungen der Interlinearglossierung (siehe unten) zu vermeiden.
Beispiel (koptische Schriftsprache)
| (Analysierte Schriftsprache:) | ⲡⲣⲣⲟ                                   | ⲇⲉ                                     | ⲛ[ⲉⲙ]ⲛⲧϥ                               | ϣⲏⲣ<ⲉ>                                 | ⲛϩⲟⲟⲩⲧ{ⲧ}                              |
| (Glossierungstranskription:)  | p=rro                                  | de                                     | ne=mnt-f                               | šēre                                   | n=hoout                                |
| (Interlinarglossierung:)      | DEF.SG.M=König(M)                      | aber                                   | PST=nicht_haben-3SG.M                  | Sohn/Kind(M)                           | ATTR=männlich(M)                       |
| (Übersetzung:)                | ‘Der König aber hatte keinen Sohn ...’ | ‘Der König aber hatte keinen Sohn ...’ | ‘Der König aber hatte keinen Sohn ...’ | ‘Der König aber hatte keinen Sohn ...’ | ‘Der König aber hatte keinen Sohn ...’ |

## Regeln

### Grundregeln
Anordnung
Die Wörter der zu analysierenden Sprache und die analysierenden Glossen werden Wort für Wort linksbündig untereinander gesetzt. (Pragmatische Ausnahme: Bei einzelnen oder einigen wenigen Wörtern können die Glossen auch der Wortkette folgen.)
Beispiele: siehe oben.
Grammatische Kategorien
Grammatische Kategorien werden in Kapitälchen und in der Regel abgekürzt angegeben. Für sprachtypologisch häufige grammatische Kategorien haben sich international bestimmte Standardabkürzungen herausgebildet.
Beispiel: him – 3SG.M.OBJ.
Ein-zu-mehrere-Entsprechungen
Entspricht einem Wort der zu analysierenden Sprache eine Kette von mehreren Glossen (Übersetzungswörtern und/oder grammatischen Kategorien), so müssen diese durch ein Zeichen verbunden werden (Leerzeichen sind hier nicht erlaubt). Im unmarkierten, einfachsten Fall werden die Teile durch einen Punkt (“.”) verbunden. (Pragmatische Ausnahme: Grammatische Person und Numerus werden unverbunden nebeneinander gesetzt.)
Entsprechen mehrere Wörter der zu analysierenden Sprache einer einzelnen/kompakten Glosse, so werden diese durch einen Unterstrich (“_”) verbunden.
Beispiele: feet – Fuß.PL; in_front_of – vor; him – 3SG.M.OBJ.

### Erweiterte Regeln
Affixe und Klitika
Optional werden Grenzen zu sauber abtrennbaren Affixen (Suffixe und Präfixe) und Klitika (Enklitika und Proklitika) sowohl in der Glossierung als auch in der zu glossierenden Sprache mittels eines Bindestrichs “-” (Affix) bzw. mittels eines Doppelstrichs “=” (Klitikon) markiert.
Beispiele: zurückkommen zurück=komm-en – back=come-INF; Kommst’e? komm-st=e – come-PRS.2SG=2SG.NOM.
Reduplikation
Optional wird grammatisch produktive (Teil-)Reduplikation sowohl in der Glossierung als auch in der zu glossierenden Sprache mittels einer Tilde “~”  markiert.
Beispiel: lat. cucurrit cu~curr-it – PERF~come-3SG.
Struktur-Parallelität
Die Anzahl und Reihenfolge der morphemtrennenden Markierungen für Wörter (Leerstellen der Wort-für-Wort-Anordnung), Affixe (“-”), Klitika (“=”) und Reduplikationen (“~”) muss in der zu glossierenden Zeile (Glossierungstranskription) und in der Glossierungszeile exakt identisch sein.
Ablaut
Optional wird ein grammatisch produktiver Ablaut in der Glossierung mittels eines Backslash “\”  markiert.
Beispiel: Väter Väter – father\PL.NDAT.
Verteilte Affixe
Weitere Markierungsempfehlungen gibt es für Infixe (spitze Klammern “< >”) und für Zirkumfixe (z. B. umgedrehte spitze Klammern “> <”, Wiederholung, u. a. m.). Für die Markierung von insbesondere auch in semitischen Sprachen vorkommenden Transfixen wurde jüngst das Zirkumflex “^” vorgeschlagen.
Beispiele: lat. relinquere reli<n>qu-ere – zurücklassen<PRS>-INF; gekommen ge>komm<en – PART.PERF>come<PART.PERF; gekommen ge-komm-en – PART.PERF1-come-PART.PERF1; vowel pattern in akk. šapārum šapār-um – write^INF-NOM.SG.
Unspezifizierter Morphemtyp (Joker-Markierung)
Morpheme, die in der zu analysierenden Sprache nicht gut sauber oder nur schwierig abgetrennt werden können, aber theoretisch irgendwie abtrennbar sind, können in der Glossierung mit einem Doppelpunkt “:” abgetrennt werden. Der Doppelpunkt kann auch dann verwendet werden, wenn die Morpheme zwar gut abtrennbar sind, der/die Glossierende diese Trennung aber z. B. aus Gründen der Übersichtlichkeit in der Zeile über der Glossierung nicht anzeigen möchte.
Beispiele: hättest hätte-st – have:COND.PST-2SG; zurückgekommen zurück=gekommen – back=come:PART.PERF; Väter Väter – father:PL.NDAT.
Fehlende Morpheme
Grammatische Informationen, die sich nicht durch das Hinzukommen, sondern durch das Fehlen eines Affix o. ä. ergeben, sind in der Glossierung vorzugsweise in eckigen Klammern “[ ]” anzugeben.
Beispiele: Geh! geh – go_by_foot[IMP]; Vater Vater – father[SG].
Inhärente Kategorien
Grammatische Kategorien, die in der Regel nicht morphologisch markiert sind, die aber im Lexikon verankert sind, wie z. B. das Genus im Deutschen, können optional in runden Klammern “( )” angegeben werden.
Beispiele: Vaters Vater-s – father(M)[SG]-GEN.SG.

## Interlineare Morphemglossierung vs. Interlinearübersetzung
Interlineare Morphemglossierung kann – je nach Anforderung und Zweck – in verschiedenen Detailgraden betrieben werden. Die Skala reicht von einer vollständigen Analyse aller Morpheme über die Analyse von nur ausgesuchten Morphemen bis hin zum (fast) vollständigen Verzicht auf die Analyse grammatischer Morpheme. In letzterem Fall kann man dann auch von einer Interlinearübersetzung sprechen.
Beispiel für verschiedene Glossierungsoptionen
|                                        | Die                                          | Kaffeetassen                | standen               | schon   | auf         | dem          | Tisch.           |
| (Interlinearglossierung, detailliert:) | DEF.F.PL.NOM                                 | coffee(M)[SG.NOM]:cup(F):PL | stand.upright:PST:3PL | already | vertical_on | DEF.M.SG.DAT | table(M)[SG.DAT] |
| (Interlinearglossierung, selektiv:)    | the.NOM                                      | coffee:cups                 | stand:PST:3PL         | already | on          | the.DAT      | table[DAT]       |
| (Interlinearglossierung, übersetzend:) | the                                          | coffee:cups                 | stood.upright:they    | already | vertical_on | the          | table            |
| (Interlinearübersetzung:)              | the                                          | coffee cups                 | (they) stood          | already | on          | the          | table            |
|                                        | ‘The coffee cups were already on the table.’ |                             |                       |         |             |              |                  |

Man beachte, dass die unterste Option eine Grundregel der sprachwissenschaftlichen Interlinearglossierung verletzt (Ein-zu-mehrere-Entsprechungen, andere Verwendung von runden Klammern, Struktur-Parallelität) und daher nicht als solche bezeichnet werden kann.